# La vieja guardia 2
La vieja guardia 2 (título original en inglés: The Old Guard 2) es una película de superhéroes estadounidense de 2025 dirigida por Victoria Mahoney, a partir de un guion de Greg Rucka y Sarah L. Walker, basado en su cómic The Old Guard . Como secuela de la primera película, la película está protagonizada por Charlize Theron, KiKi Layne, Matthias Schoenaerts, Marwan Kenzari, Luca Marinelli, Veronica Ngô y Chiwetel Ejiofor, que repiten sus papeles de la primera película, mientras que Henry Golding y Uma Thurman se unen al reparto.
La vieja guardia 2 se estrenó el 2 de julio de 2025 en Netflix .

## Argumento
Seis meses después de los acontecimientos de la primera película, Andy lidera a Joe, Nicky, Nile y Copley para recuperar un escondite de armas de un complejo seguro en Split . Mientras está escondido, Nile tiene un sueño en el que una mujer incapacita a una persona dentro de una biblioteca antes de robarle sus libros.
En París, Booker, que anteriormente había sido condenado a soledad y se encontraba en el exilio, fue encontrado y secuestrado por Quỳnh. Andy y Copley rastrean a un sabio inmortal, Tuah, en Seúl, que tiene un profundo conocimiento de los inmortales y es un viejo amigo de Andy, quien reveló que la había rescatado cuando Quỳnh estaba siendo sellado en una doncella de hierro hace 500 años. Él confirma que sus libros que contienen información sobre los inmortales fueron robados por Discord, quien a lo largo de los siglos después de separarse de Tuah, se había convertido en un traficante de armas muy esquivo.
Andy y Copley escoltan a Tuah a un escondite en Rimini, donde recibe una nota de Quỳnh a través de Booker después de ser liberado de su cautiverio, exigiendo verla en Roma, donde fue arrojada al mar. Los dos tienen una tensa reunión en la que Quỳnh culpa a Andy por lo que percibe como un abandono de su promesa de rescatarla, antes de que Quỳnh luche brevemente contra Andy y recupere su collar. Nile se enfrenta a Discord, quien le explica que ella es la primera (y Nile es el último) inmortal en su mundo, y señala sus marcas de nacimiento en la piel idénticas y conectadas.
Tuah teoriza que el "último inmortal" tiene el poder de quitarle la inmortalidad a alguien cuando hiere a alguien. Además, cualquiera que haya perdido su inmortalidad puede recuperar su poder a través de otro inmortal herido que puede transferir su poder al anfitrión que elija. Su teoría se confirma cuando Nile roza el antebrazo de Booker en un combate y sus heridas ya no cicatrizan; Booker insiste en no revelar la información a Andy.
Andy y Copley se enteran de que Discord y los mercenarios de Quỳnh han tomado el control de una instalación nuclear construida y propiedad de China en South Tangerang y han colocado cargas huecas dentro del núcleo, que irradiarían el área y afectarían a millones de personas en caso de explotar. A pesar de saber que es una trampa preparada por Discord, Nile va con Andy y su equipo para desarmar las cargas y eliminar a los invasores dentro de la instalación nuclear.
Todos los miembros del equipo de Andy, excepto Nile, Booker y Andy, son capturados por Discord. Booker, después de notar que los poderes inmortales de Andy han sido restaurados, sacrifica su vida para proteger a Andy, devastándola. Nile se enfrenta a Quỳnh dentro del núcleo del reactor y la hiere, quitándole su poder curativo regenerativo, antes de que ella también sea empalada y capturada por Discord.
Después de convencer al ahora mortal Quỳnh de que libere el detonador, Andy alcanza a Discord y tienen una pelea brutal entre ellos. Discord revela que perdió su inmortalidad en algún momento y está desesperada por usar a Nile para poder recuperar su poder por cualquier medio necesario. Ella apuñala a Andy en el corazón, incapacitándola y permitiendo que Discord huya de las instalaciones con los compañeros capturados de Andy, proclamando que si se reencuentra con ellos, será inmortal.
Después de reconciliarse, Andy y Quỳnh regresan a la biblioteca de Tuah, donde Andy promete encontrar a Discord y salvar a sus compañeros de equipo.

## Reparto
- Charlize Theron como Andrómaca "Andy" de Escitia
- KiKi Layne como Nile Freeman
- Marwan Kenzari como Joe / Yusuf Al-Kaysani
- Luca Marinelli como Nicky / Nicolò di Genova
- Matthias Schoenaerts como Booker / Sébastien Le Livre
- Ngô Thanh Vân como Quỳnh
- Chiwetel Ejiofor como James Copley
- Uma Thurman como Discord
- Henry Golding como Tuah / Hang Tuah

## Producción

### Desarrollo
En julio de 2020, Greg Rucka dijo: «En caso de una secuela, hay que romper el cristal. Es muy sencillo. ¿Quieres otra? Aquí tienes una forma de adentrarte en ella».  Ese mismo mes, Charlize Theron había expresado su interés en una segunda película, diciendo: "Tomemos un pequeño descanso, pero dado que todos queremos hacerlo, estoy segura de que cuando sea el momento adecuado, comenzaremos la conversación".  
El 27 de enero de 2021 se informó que Netflix había dado luz verde a una secuela.  El 26 de agosto, se anunció que Victoria Mahoney dirigiría la secuela, reemplazando a la directora original de The Old Guard , Gina Prince-Bythewood, quien estaba ocupada con otro proyecto. Theron, KiKi Layne, Marwan Kenzari, Luca Marinelli, Matthias Schoenaerts, Vân Veronica Ngô y Chiwetel Ejiofor fueron elegidos para repetir sus respectivos papeles de la primera película.  En junio de 2022, Uma Thurman y Henry Golding fueron elegidos para papeles no revelados, mientras que se confirmó que Greg Rucka había escrito el guion para los productores David Ellison, Dana Goldberg, Don Granger, Theron, Beth Kono, AJ Dix, Marc Evans y Prince-Bythewood. 

### Rodaje
La fotografía principal comenzó en junio de 2022 en Italia.  Parte del rodaje tuvo lugar en los estudios italianos Cinecittà . En agosto de 2022, el set de rodaje de la película se incendió mientras lo desmantelaban, lo que provocó un retraso en la producción.   El rodaje adicional tuvo lugar en el Reino Unido. El rodaje finalizó en septiembre de 2022. 

### Postproducción
En julio de 2024, Theron declaró que la película se suspendió cinco semanas después de su posproducción debido a cambios en la administración de Netflix, pero que ya se completó y se estrenará "pronto".  En agosto de 2024, la Unión de Artistas de Columbia Británica programó dos semanas de rodaje adicional para la película, del 7 al 18 de octubre de 2024.  Matthew Schmidt se desempeña como editor. 

## Música
En enero de 2023, Max Aruj y Ruth Barrett compusieron la banda sonora de la película, reemplazando a Volker Bertelmann y Dustin O'Halloran de la primera película antes de que Aruj fuera reemplazado como socio compositor por Steffen Thum. 

## Estreno
La vieja guardia 2 se estrenó en Netflix el 2 de julio de 2025. 

## Recepción
En el sitio web recopilador de reseñas Rotten Tomatoes, el 23 % de las 83 reseñas de los críticos son positivas. El consenso del sitio web dice: «Agobiada por una historia tediosa y una ejecución mediocre, La Vieja Guardia 2 encuentra a esta franquicia en ciernes ya muy madura». Metacritic, que utiliza un promedio ponderado, le asignó a la película una puntuación de 44 sobre 100, basándose en 22 críticos, lo que indica reseñas «mixtas o regulares».